# Magnus Jákupsson
Magnus Jákupsson, född 8 september 1994, är en färöisk simmare som tävlar för Farum Svømmeklub ock Danmark. Han kommer från Torshamn. Jákupsson representerade Färöarna vid de internationella öspelen 2011 på Isle of Wight, där han vann 3 guld, 5 silver och ett brons.
I juli 2011 deltog Jákupsson i ungdoms-EM i Belgrad. Där deltog han i semifinalerna av 50 m fjärilsim för herrar. Han slutade där på 13:e plats med tiden 24,96, vilket var nytt färöiskt rekord. Jákupsson blev samtidigt första färing någonsin att simma på en tid under 25 sekunder.
Sedan 2013 har han tävlat för Danmark.